# Pełczyce (stacja kolejowa)
Pełczyce – nieczynna stacja kolejowa w Pełczycach, w województwie zachodniopomorskim, w Polsce.